# Avon (Wisconsin)
Avon – miasto w Stanach Zjednoczonych, w stanie Wisconsin, w hrabstwie Rock.